# 加藤正方

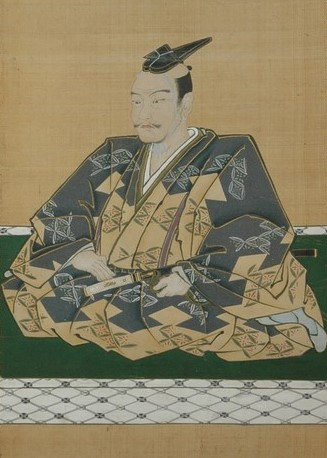
加藤正方

加藤 正方（かとう まさかた、天正8年（1580年） - 慶安元年9月23日（1648年11月8日））は、安土桃山時代から江戸時代初期にかけての武将。熊本藩加藤氏の家臣。加藤可重の子。兄に重正。幼名は清六。通称は清左衛門。のち片岡の名字を名乗る。号は風庵。官途は右馬允。妻は秋月種実の娘。

## 生涯
天正8年（1580年）、加藤氏の家臣・加藤可重の子として誕生。兄が討死したため、家督は従兄加藤重泰が継いだ。正方はその養子となり家督を相続した。
慶長年間の中頃に、熊本藩の内牧城代として加藤重泰の跡を継ぐ。藩主・加藤清正の死後、慶長17年（1612年）に江戸幕府より麦島城代に任じられる。のちに同僚の加藤正次らと対立、牛方馬方騒動を起こして元和4年（1618年）に勝訴した。
翌元和5年（1619年）に麦島城一円が大地震で崩壊すると、藩主・忠広の命で新たに松江城の築城を開始。萩原提や前川提といった堤防を築くことで、球磨川が流れる松江城下と周辺の村に治水工事を施す。元和8年（1622年）に松江城の竣工により城代家老の職についた。
寛永9年（1632年）、主家の加藤家の改易にともなって京都の本圀寺に隠棲すると片岡風庵を名乗った。かつての家臣である西山宗因と連歌をたしなんで両吟千句などを著作する。のちに大坂で相場を張って巨利を博し、世間からはその出来事を風庵相場と名づけられた。
寛永20年（1644年）になって広島藩浅野家の預かりの身となり、慶安元年（1648年）に広島で死去。享年69。墓所は広島市の妙風寺。